# Rosendo Soto
Profesor Rosendo Soto Álvarez, pintor y muralista, perteneciente a la segunda generación de la Escuela Mexicana de Pintura. Poseedor de tenaz carácter y vigorosas pinceladas que plasma en sus cuadros que impregna de gran colorido que muestra su marcada visión nacionalista. Así en su obra de caballete incluye paisajes provincianos, retratos y trabajos con carácter satírico y pugna social. En sus murales representa escenas de actividades de obreros y campesinos o de lucha de trabajadores en contra de injusticias laborales, ya que fue incansable combatiente social. Se destaca en la década de los cincuenta del siglo XX, en la difusión del arte mexicano en el extranjero1.

## Educación artística
Hacia la segunda década del siglo XX, el profesor Rosendo A. Soto, padre del futuro pintor y muralista, fue elegido diputado constitucional en 1917 por Jalisco, por lo que éste se traslada con su familia al Distrito Federal, lugar donde el joven Rosendo estudia de 1928 a 1931 en la Academia de San Carlos. Entre sus docentes se encontraban Diego Rivera y Rufino Tamayo, siendo el primero quien tuvo gran influencia en el desarrollo de sus trabajos. Cuando egresa decide poner en práctica sus conocimientos para enfocarlos al ámbito rural y de acuerdo a los preceptos revolucionarios de la época y se integra a las Misiones Culturales como maestro de actividades artísticas en Escuelas Normales Rurales por cerca de diez años. Soto Álvarez perteneció a una generación de artistas continuadores del nacionalismo y luchas sociales, con la firme convicción de un México progresista.

## Realización personal y familiar
Hacia 1935 en Tepic, Nayarit contrae nupcias con la profesora rural Agustina Martínez Santillán, con quien procrea a su primera hija. Más adelante en el Distrito Federal nacerán sus otras dos hijas, todas ellas profesionistas, así como sus nieto(a)s. 

## Cargos desempeñados en relación con su formación en el arte pictórico
Al iniciar 1932 labora como profesor de dibujo en varias escuelas primarias de la Ciudad de México y en agosto de ese año es comisionado como profesor de actividades artísticas a las Misiones Culturales creadas por José Vasconcelos. Cometido que desempeña progresivamente en varios estados de la República como: Nayarit, Coahuila, Tamaulipas, Querétaro, Guerrero, Estado de México y Distrito Federal. Además de la labor docente, participó en la decoración con murales en escuelas normales rurales y teatros al aire libre hasta 1941, es decir colaboró nueve años dentro de las Misiones Culturales, aunque en concreto dedicó 37 años a la docencia en las artes plásticas. 
Instalado por fin en el Distrito Federal a principios de los cuarenta, ocupa el puesto de Jefe de Dibujantes en el Instituto de Psicopedagogía y más adelante en la misma década de manera consecutiva tiene los siguientes cargos:
-Maestro de artes plásticas en el Instituto Nacional de Bellas Artes 
-Director de la Galería Posada 
-Subdirector del Taller de Integración Plástica.
-En 1952 al fundarse el Frente Nacional de Artes Plásticas, es nombrado Secretario General.
-De 1964 a 1968 fue Subdirector y Director de la Escuela de Diseño y Artesanía7

## Participación cultural, sindical y educativa
-De 1933 a 1938 forma parte de la Liga de Escritores y Artistas Revolucionarios (LEAR) como delegado fraternal y posteriormente como activista sindical se integra en los movimientos organizados por Vicente Lombardo Toledano, que posteriormente darían lugar al Partido Popular Socialista. Como participante de las luchas sociales se encuentra también en la organización del Sindicato Nacional de Maestros. 
-En 1960 es ilustrador y dibujante de los primeros libros de texto gratuito de la SEP.

## Difusión de la plástica mexicana en los cincuenta
-En coordinación con pintores como José Chávez Morado, Francisco Goitia, Raúl Anguiano y otros destacados artistas funda en 1952 el Frente Nacional de Artes Plásticas y funge como Secretario General. Este organismo es por tanto integrado por los creadores más representativos de la cultura nacional de ese tiempo y se constituye para impulsar el desarrollo de todas las tendencias culturales, así como para defender los intereses profesionales de los artistas plásticos y funciona con gran éxito durante diez años. Coinciden investigadores de la plástica mexicana en valorar al Frente como una organización gremial ambiciosa, que cubre la formación educativa, como la producción artística y la difusión cultural.

## Divulgación del arte mexicano en el extranjero
En 1955 el Frente organiza una exposición de pintura y gráfica mexicana, en la que Soto como Secretario General, es comisionado como responsable. Esta muestra se exhibió en Polonia, Bulgaria, Rumania, Alemania oriental, Noruega, Finlandia y la desintegrada URSS, que tuvo importantes alcances para la difusión cultural de nuestro arte y que propició el intercambio de exposiciones de pintura de los entonces países socialistas con México y dejó un precedente para futuras exhibiciones artísticas con diferentes naciones2.

## Obra de caballete

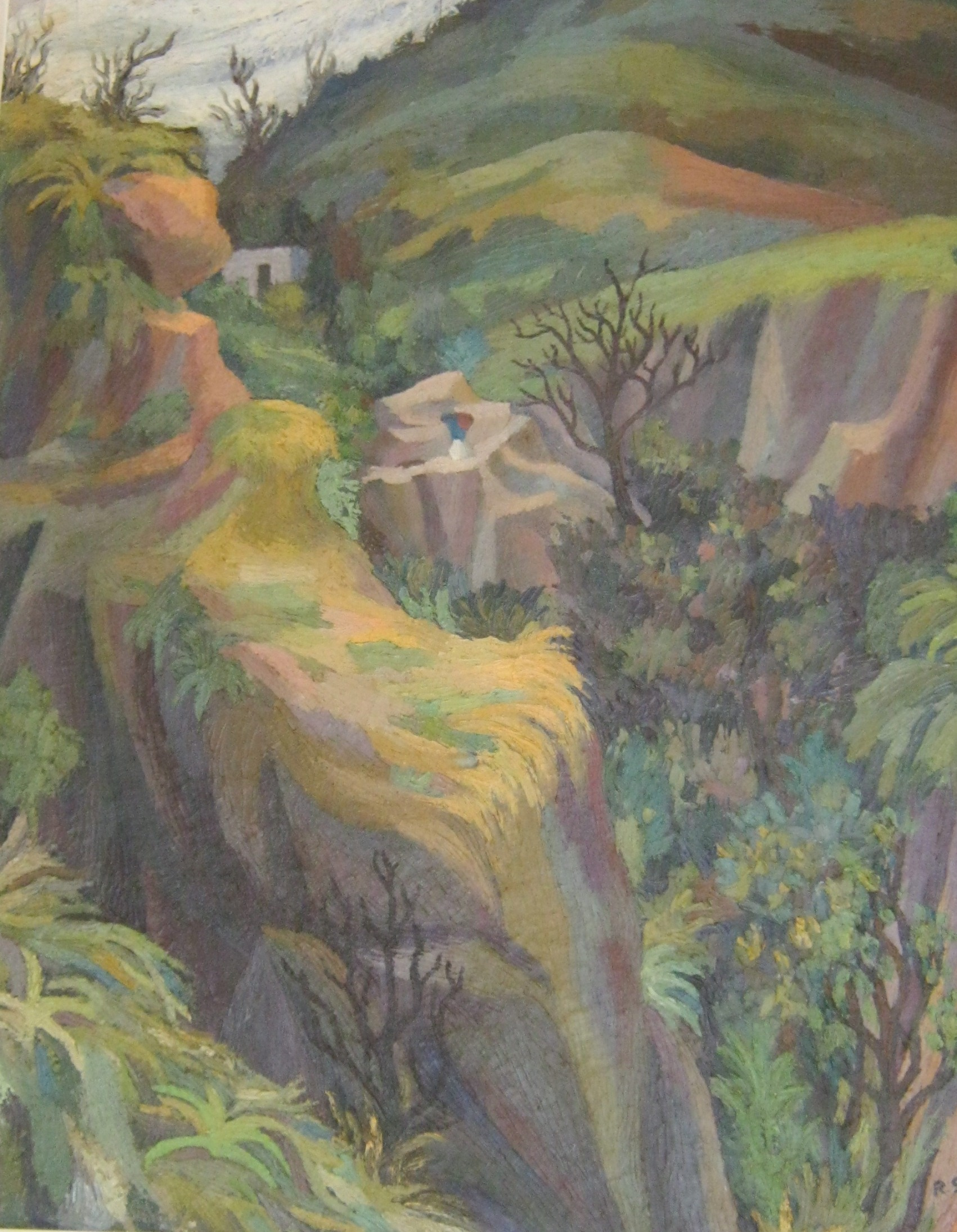
Barranca de la palma,1949

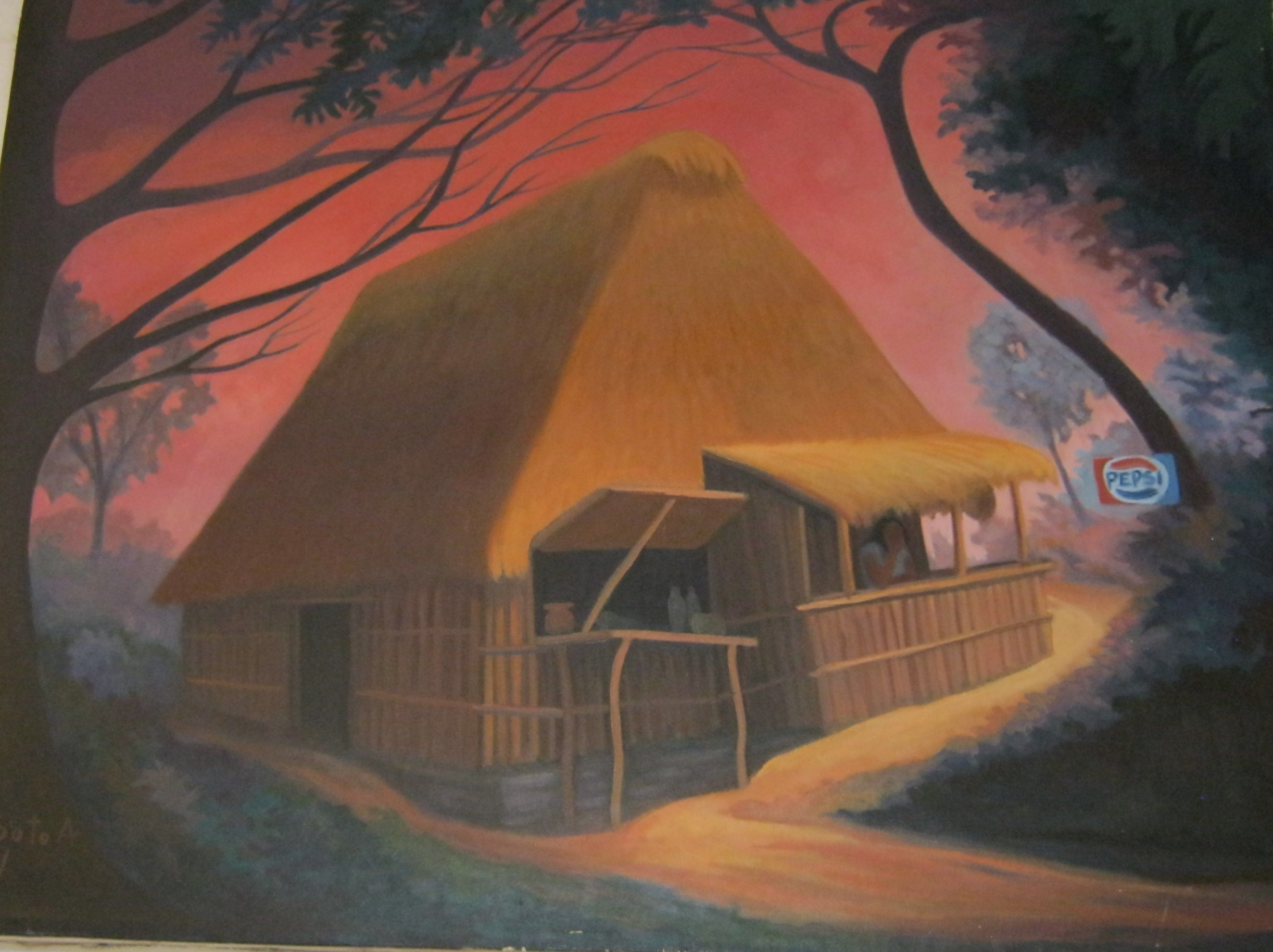
La tienda en el camino, 1981

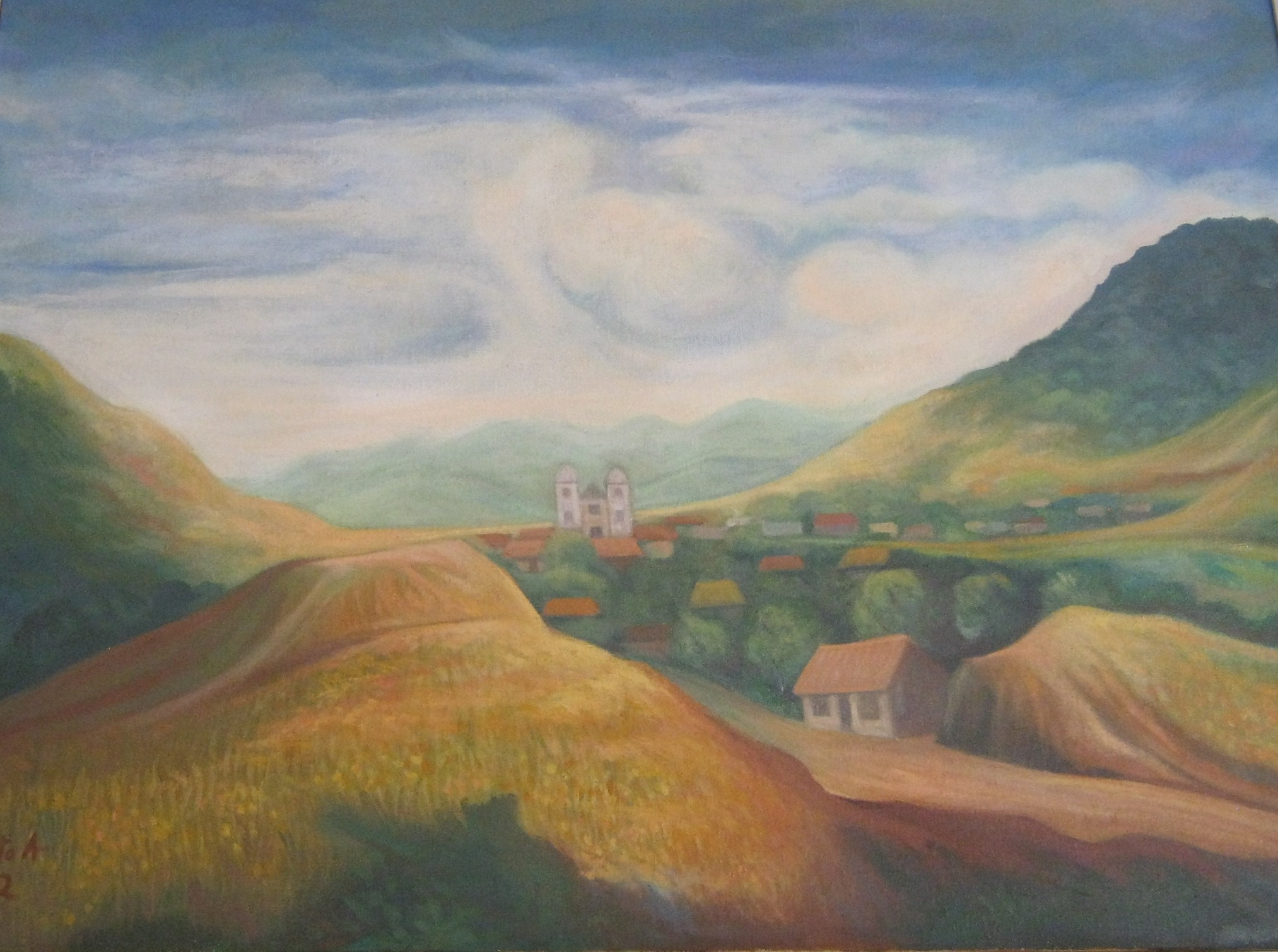
Tecalitlán, 1982

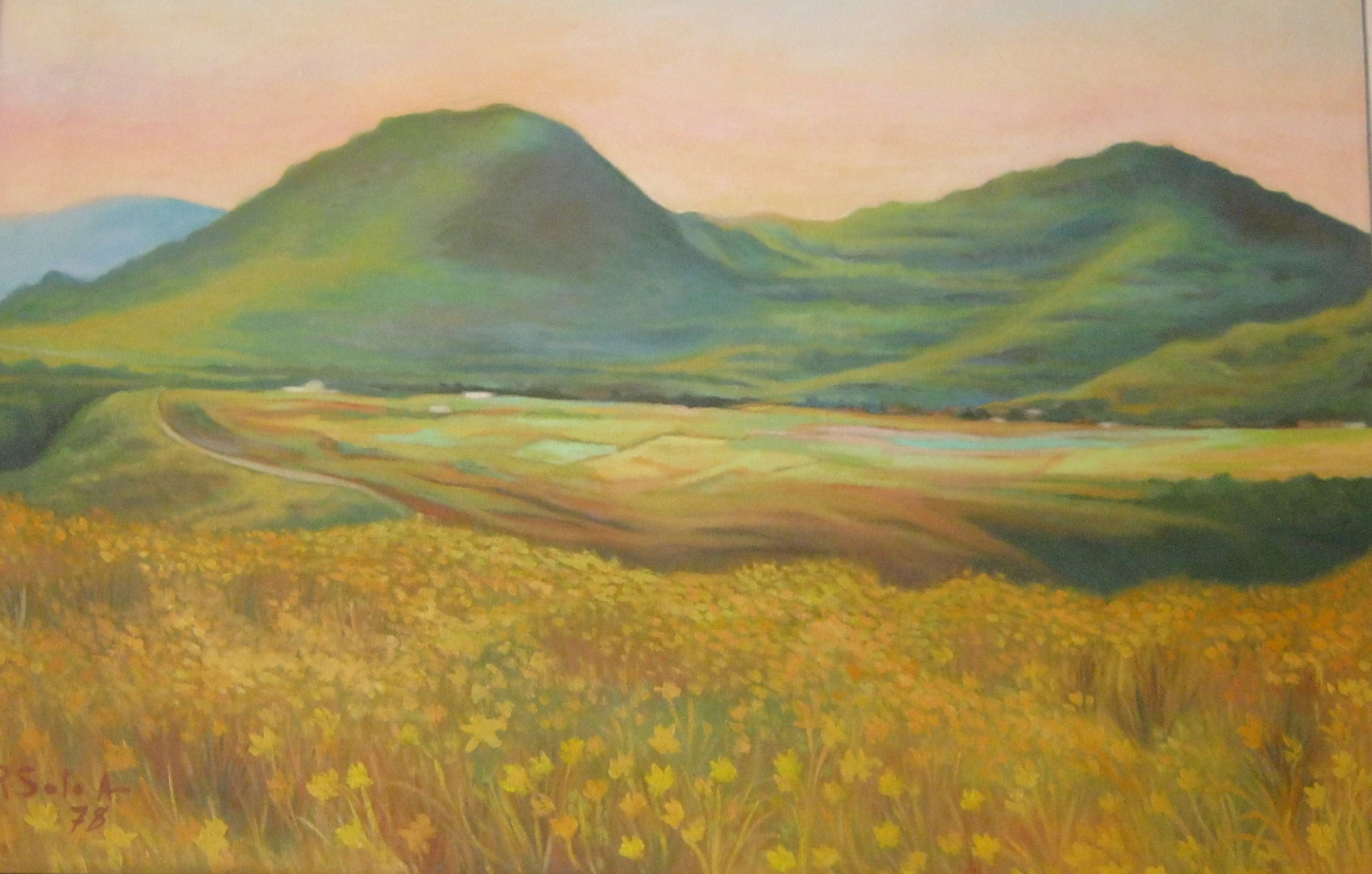
Flores amarillas, 1978

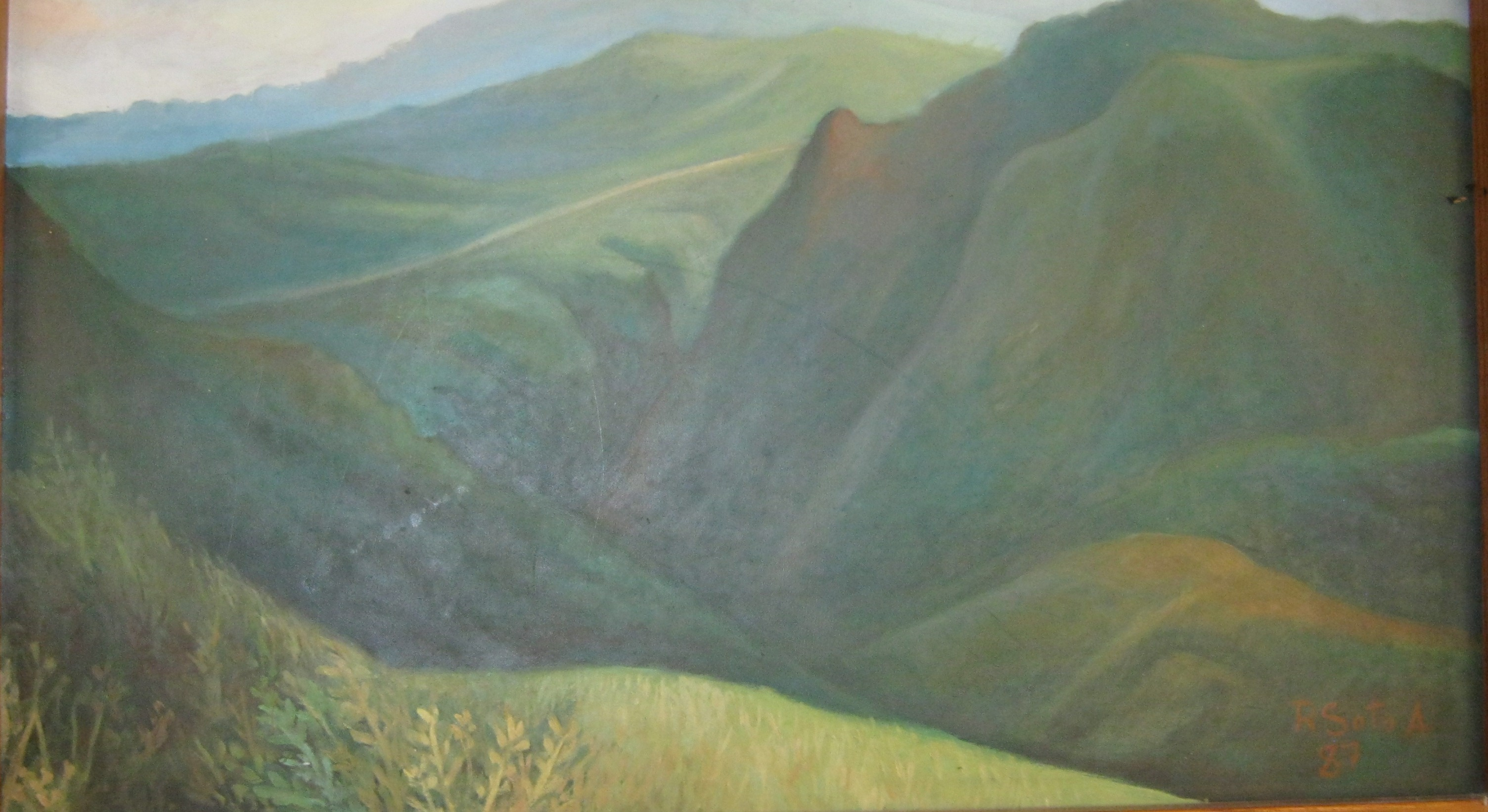
Paisaje verde

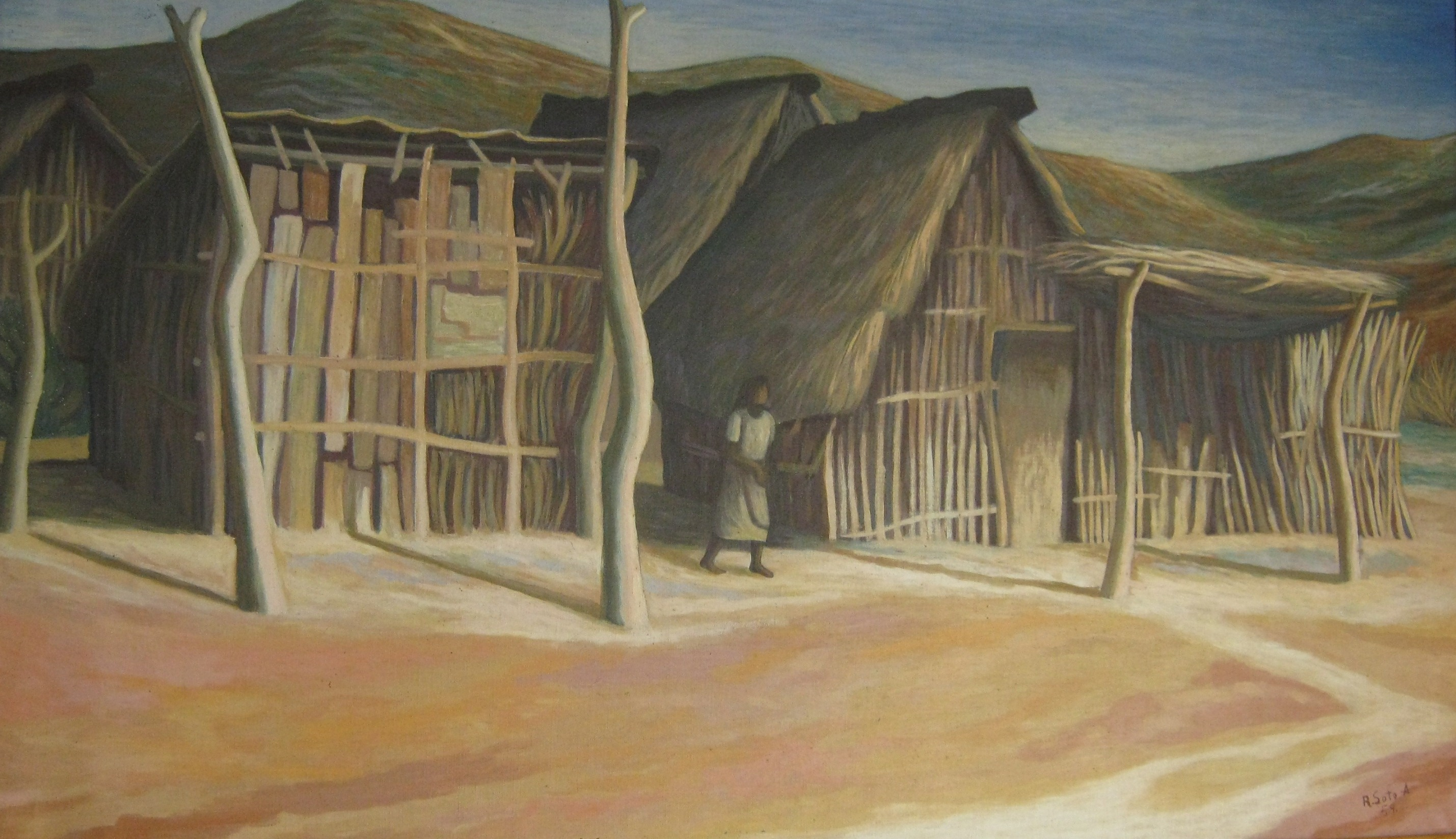
Chozas en San Luis Potosí, 1978

Como miembro iniciador del Salón de la Plástica Mexicana, participó en exposiciones colectivas e individuales, tanto en México como en el extranjero, así como en diversas galerías particulares de pintura y grabado. Soto consigue ser un señalado exponente de la escuela mexicana de pintura, al resaltar en sus cuadros la belleza paisajista de los rincones de la mayor parte de nuestro país, con un marcado estilo nacionalista, Igualmente en sus incontables lienzos predominan temas de lucha social y sátira política.
.

## Muralismo
En 1935 realiza un mural y tres lienzos, en el salón de 
sesiones de la Fábrica de Hilados y Tejidos de la Hacienda de Bellavista, Nayarit. Recibe como muestra de gratitud un documento firmado por los integrantes del sindicato de esta fábrica, en reconocimiento por su trabajo no remunerado, en el cual queda plasmada la huelga que llevaron a cabo los obreros de Bellavista. El tema de este mural y lienzos, se basa en la protesta del 20 de marzo de 1905 que realizan los obreros apoyados con 
marcada valentía por las trabajadoras y en la que demandan la disminución de la jornada laboral. Esta rebelión está considerada como la primera huelga declarada en el país y es anterior a las de Cananea (1906) y la de Río Blanco (1907).  El hecho histórico de Bellavista, queda registrado en el Diario El Imparcial de la Ciudad de México, el 27 de marzo de 1905 y el maestro Soto, treinta años después lo representa en el citado mural.
Se hace notar asimismo que en uno de los lienzos se representa a una obrera empuñando una bandera y debajo de ésta aparece la leyenda “jornada de ocho horas” y en otro se muestra a un trabajador con el lema “derecho a huelga”. Esta obra necesita restaurarse debido al tiempo transcurrido y se espera que las autoridades estatales correspondientes, giren instrucciones pertinentes para la preservación de este patrimonio del noroeste mexicano3,8. 
En el año de 1938 en la entonces Escuela Normal Rural ubicada en los límites de Puebla y Oaxaca, ejecuta un mural junto con los pintores Ángel Bracho y Alfredo Zalce, denominado “Movimiento obrero” utilizando la técnica de piroxilina. Esta obra está destruida, según lo constataron tiempo después unos alumnos de pintura, interesados en conocer el estado en que se encontraba este trabajo. De este mural queda solamente el boceto de la parte correspondiente que pintó el profesor Soto y que se encuentra resguardado por sus familiares.

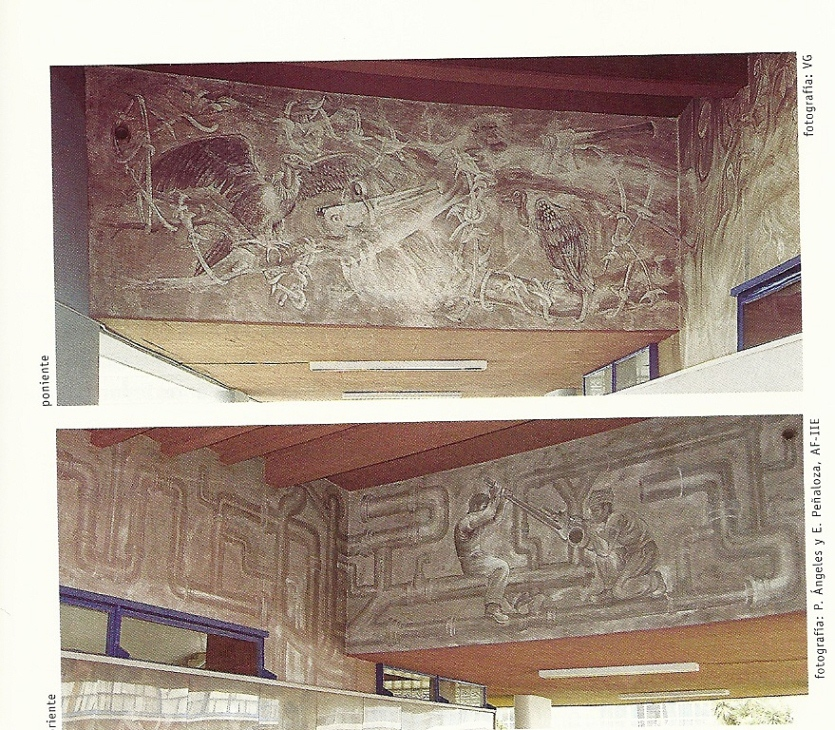
Mural en Auditorio Alfonso Caso de la UNAM

A finales de 1952 y principios de 1953 efectúa un mural en grisalla y en base de resinas, titulado “Ciencia para la paz” ubicado en la parte posterior izquierda y derecha de la entonces Facultad de Ciencias y hoy Auditorio Alfonso Caso en la UNAM. En el momento de su creación no lo firmó el autor –al parecer por indicaciones superiores- y hasta los noventa fue posible que fuera corroborada su autenticidad por investigadores especializados en este tema. Actualmente se encuentra en buen estado y aparece registrada la autoría del muralista Soto en la Guía de Murales de la UNAM de 20084,5,6.

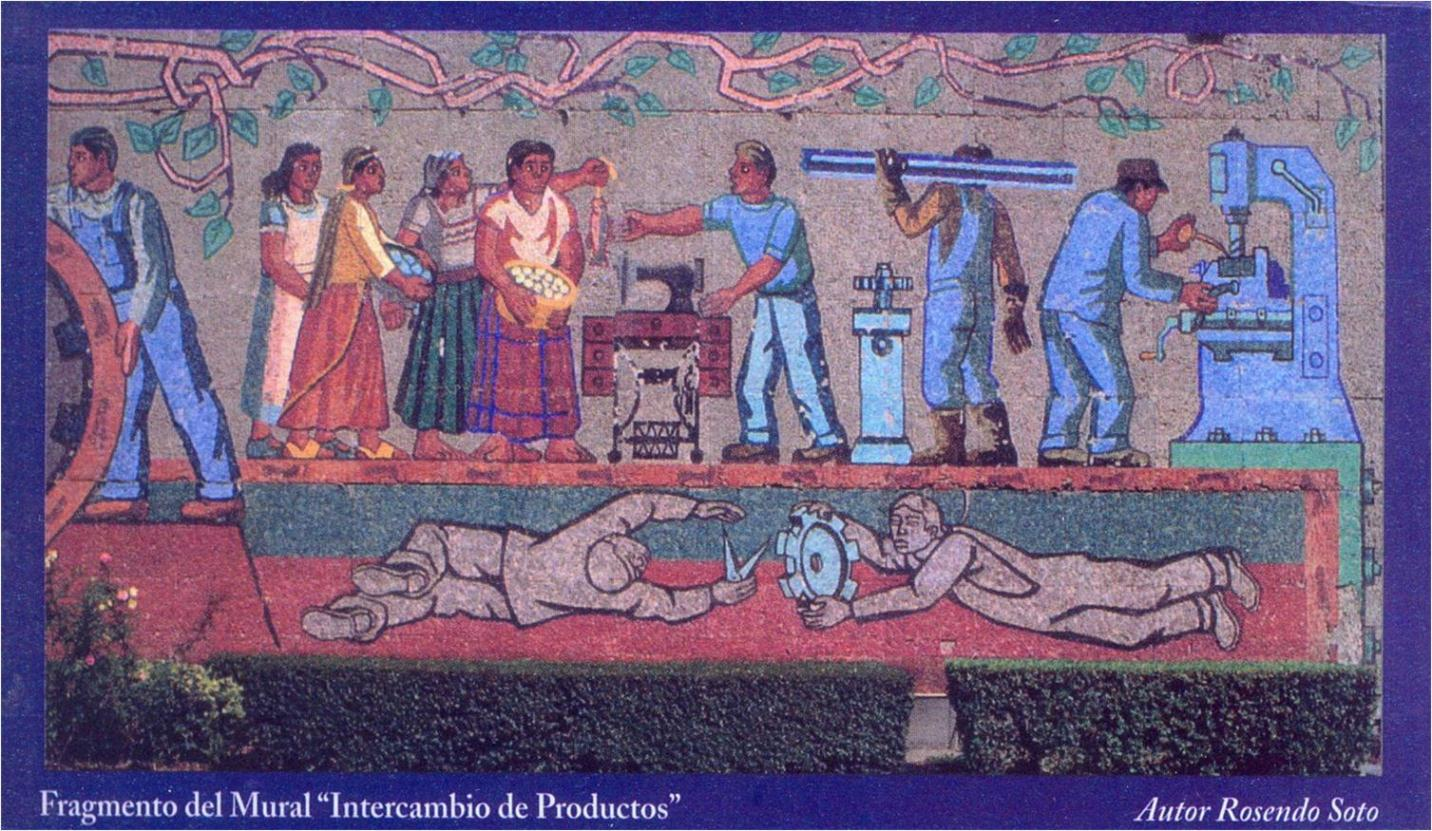
Mural en la SCOP, Fragmento

Hacia 1953 ejecuta en la Secretaría de Comunicaciones y Transportes, el mural registrado con los nombres de “Intercambio de productos” o “Campesinos y Obreros”, hecho con piedra policroma natural, no se dañó con el sismo de 1985, pero si presenta en la actualidad deterioro, que se considera necesario restaurar.
En 1956 realizan Rosendo Soto y Jorge Best, varios murales en el entonces rancho de la Familia Pasquel en San Luis Potosí, denominados “Transformación del Tepeyac” y “Alegoría Ritual” hechos con losas precoladas y piedras de color natural. Dichos murales también requieren restauración.

Transformación del Tepeyac por Rosendo Soto y Jorge Best

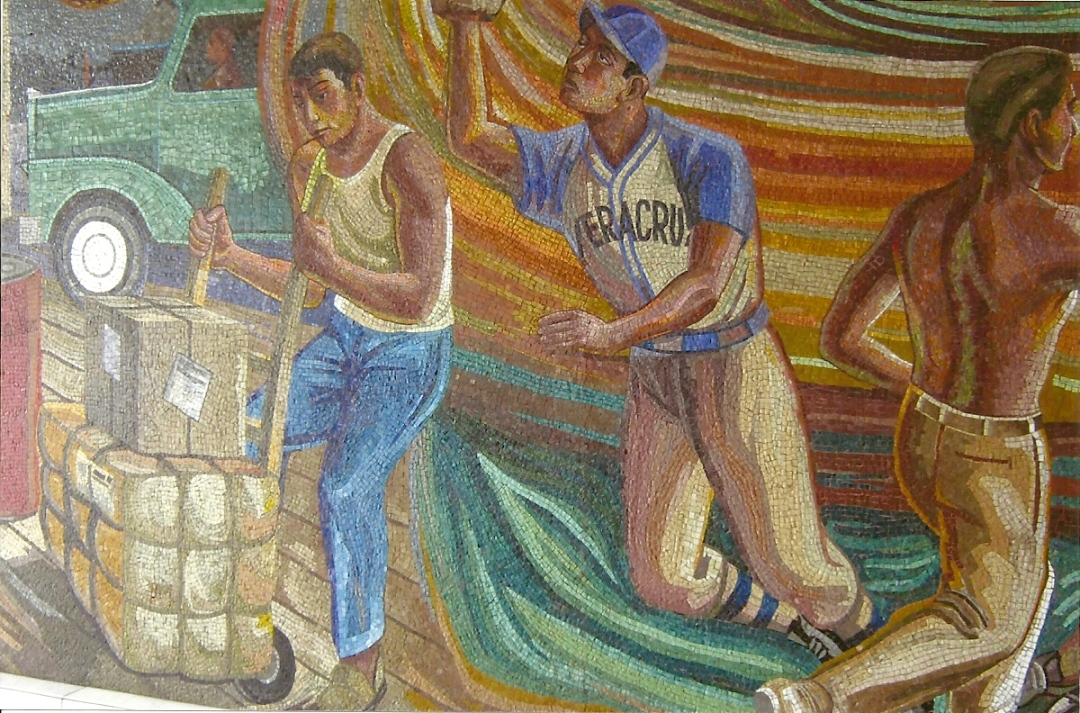
Mural en el edificio Pasquel, Fragmento

Por último en 1968 ejecuta un mural sobre la vida de Jorge Pasquel en el edificio de su familia en la Ciudad de México, utilizando la misma técnica empleada en los murales de San Luis Potosí. Este mural fue dañado por el sismo de 1985. Hasta 2008 es posible restaurarlo gracias a la intervención del Instituto de Investigaciones Estéticas de la UNAM y catalogado en el mismo Instituto.